# إدوارد بير
إدوارد بير (بالفرنسية: Edward Behr)‏ هو كاتب سير ومراسل عسكري وصحفي فرنسي، ولد في 7 مايو 1926 في باريس في فرنسا، وتوفي بنفس المكان في 27 مايو 2007.

## وصلات خارجية
- إدوارد بير على موقع ميوزك برينز (الإنجليزية)